# Svyatoslav, Đại công tước xứ Tver
Sviatoslav Yaroslavich của Tver (? - 1282/1285) - Hoàng tử xứ Tver từ năm 1271 đến 1282/1285. Con trai cả của Yaroslav III Yaroslavich của Tver .

## Tiểu sử
Cả năm sinh và năm mất của Sviatoslav Yaroslavich đều không được biết chính xác. Sau khi lên cầm quyền thay cha, Sviatoslav tham gia vào cuộc đấu tranh với Dmitry Alexandrovich của Pereyaslavsky và Vasily Yaroslavich của Kostroma từ 1272 đến 1277 để giành quyền thống trị Công quốc Vladimir. Ông ủng hộ các tuyên bố rằng các Đại vương công sẽ cai trị vùng Novgorod. Là một đồng minh của Vasily Yaroslavich, ông tấn công các "vùng ngoại ô" của Novgorod như Volok Lamsky , Bezhitsy và Vologda . Cuộc xung đột giữa Tver và Pereyaslavl vẫn tiếp tục sau cái chết của Vasily Yaroslavich và kéo dài cho đến đầu những năm 1290. Sau một chiến dịch quân sự chống lại Dmitri của Pereyaslavsky năm 1282, tên của Svyatoslav biến mất khỏi biên niên sử. Em trai là Mikhail, Đại vương công xứ Tver sẽ kế ngôi ông